# Савицький Василь Олександрович
Василь Олександрович Савицький (1913, село Ліщинці, тепер Погребищенського району Вінницької області — ?) — український радянський діяч, голова виконавчого комітету Жашківської районної ради депутатів трудящих Київської (тепер — Черкаської) області. Депутат Верховної Ради УРСР 2-го скликання.

## Біографія
Народився у родині селянина-бідняка. Працював робітником радгоспу.
З 1936 року — в Червоній армії.
Член ВКП(б) з 1939 року.
Учасник німецько-радянської війни з жовтня 1941 року. Служив заступником командира батареї із політичної частини 480-го гаубичного артилерійського полку артилерії Резерву головного командування 39-ї армії Калінінського фронту.
У 1944 — після 1948 року — голова виконавчого комітету Жашківської районної ради депутатів трудящих Київської (тепер — Черкаської) області.

## Звання
- капітан

## Нагороди
- орден «Знак Пошани» (23.01.1948)
- орден Червоної Зірки (30.04.1943)
- орден Вітчизняної війни 2-го ст. (1.02.1945)
- медаль «За доблесну працю у Великій Вітчизняній війні 1941—1945 років»
- медалі